# Konka
Die Konka (ukrainisch und russisch Конка) ist ein östlicher Mündungsarm des Dnepr in der ukrainischen Oblast Cherson. Kurz vor dessen Mündung in den Dnepr-Bug-Liman fließt sie wieder mit dem Hauptarm des Dnepr zusammen. Am Ufer der Konka liegen die Kleinstädte Oleschky und Hola Prystan. Zwischen diesen Städten berührt die Konka den Flussarm Staryj Dnipro („Alter Dnepr“).